# Тобольский карабинерный полк
Тобольский карабинерный полк (до 1763 года — Тобольский драгунский полк) — кавалерийская воинская часть Русской императорской армии, сформированная в 1708 году и упразднённая в 1775 году.

## История
В 1708 году из вольных людей и недорослей дворянских сформирован 10-ротный Драгунский полковника Аракчеева полк. Вскоре переименован в Тобольский драгунский полк.
В 1708 году несколько драгунских рот выделены на формирование Енисейского драгунского полка (расформированного в 1713 году).
В 1709 году сформирована гренадерская рота.
В 1711 году утверждён штат полка в составе 10 драгунских рот.
16 февраля 1727 года полк переименован во 2-й Севский драгунский полк, но 13 ноября того же года переименован обратно в Тобольский драгунский полк.
28 октября 1731 года гренадерская рота расформирована, с распределением чинов по драгунским ротам.
30 марта 1756 года приказано полк привести в состав 2 гренадерских и 10 драгунских рот, соединённых в 6 эскадронов, с артиллерийской командой.
19 февраля 1762 года повелено полк преобразовать в кирасирский и именовать Тобольским кирасирским полком, а с 25 апреля 1762 года — Кирасирским генерал-майора Романгуса полком.
5 июля 1762 года приказ о переформировании в кирасирский отменён и полк вновь именован Тобольским драгунским полком.
14 января 1763 года повелено полк переформировать в 5-эскадронный карабинерный и именовать Тобольским карабинерным полком.
24 октября 1775 года Тобольский карабинерный полк приказано расформировать, а его чины распределить по другим кавалерийским полкам.

## Боевые действия
Полк боевое крещение получил в Северной войне.
3 июля 1708 года участвовал в битве при Головчине, в том же году — в деле под Сенжарами.
В 1710 году находился при осаде Ревеля. В 1714 году действовал в Финляндии.
В 1734 году в ходе войны за польское наследство полк участвовал в осаде Данцига.
В ходе войны с Турцией участвовал 2 июля 1737 года в штурме Очакова.
Во время Семилетней войны участвовал 14 августа 1758 года в сражении при Цорндорфе, а 1 августа 1759 года — в сражении при Кунерсдорфе.
В 1770 году полк участвовал в боевых действиях против польских конфедератов.
В последний раз в боевых действиях полк участвовал в ходе Русско-турецкой войны 1768—1774 годов.